# Jan Sztaudynger

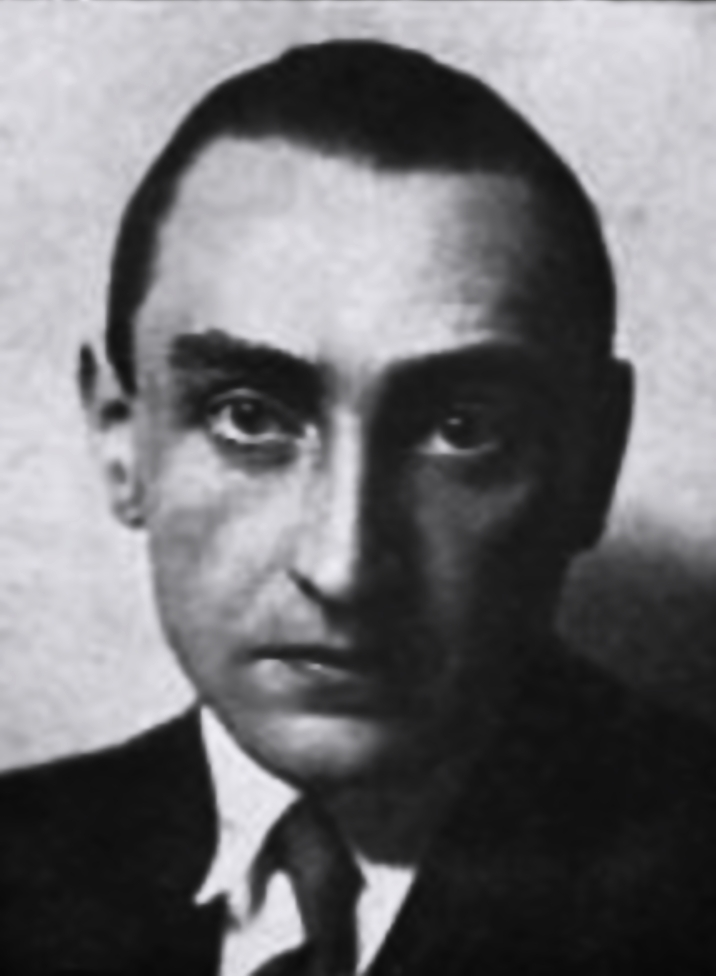

Jan Izydor Sztaudynger (Krakau, 28 april 1904 - aldaar, 12 september 1970) was een Pools dichter en satiricus. Hij was als dichter populair in Polen na de Tweede Wereldoorlog.
Sztaudynger studeerde Poolse en Duitse filologie op de Jagiellonische Universiteit. Tussen 1945 en 1961 was hij lector op de Nationale Drama School voor Poppentheater in Łódź.
Sztaudynger stond vooral bekend om zijn epigrammen, genaamd Fraszki, naar het literair café "Fraszka" in Łódź. In 1964 gaf hij "Tranzytem przez Lodz" uit, een collectie waarin hij zijn nostalgische gevoelens over het café beschrijft.